# Kolgrafamúli
Kolgrafamúli är ett berg i republiken Island. Det ligger i regionen Västlandet, 110 km nordväst om huvudstaden Reykjavík. Toppen på Kolgrafamúli är 426 meter över havet, eller 110 meter över den omgivande terrängen. Bredden vid basen är 1,7 km.
Runt Kolgrafamúli är det mycket glesbefolkat, med 2 invånare per kvadratkilometer. Närmaste större samhälle är Grundarfjörður, nära Kolgrafamúli. Trakten runt Kolgrafamúli består i huvudsak av gräsmarker.